# Предеона екологија
Предеона екологија је грана екологије која проучава еколошке факторе (биотичке и абиотичке) у једном пределу.

## Дефиниција
Предеона екологија је научна дисциплина. Пејзажи или геосфера су кључна основа животне средине за заједнице биљака, животиња и човека. Предеона екологија има примену у планирању и уређењу предела, као и у ширем просторном планирању и планирању подручја посебних намена као што су: индустријски комплекси, саобраћајни системи, национални паркови и др). Најчешћа дефиниција је да је екологија предела наука која је примарно усмерена на проучавање предела, односно проучавањем свих односа у оквиру предела који су слабије уочљиви.

## Улога људске популације
Људска популација стално расте и заузима све више простора. Зато су еколошке анализе незамисливе уколико не узмемо укључивање људског утицаја у разматрање. Суштина пејзажног (предеоног) екосистема је  промена  природног  пејзажа  који зависи  од  степена  учешћа  човека и од његових активности који у одређеном оквиру ометају јединство природног пејзажа. Постоји  отворени систем живих и неживих компонената екосистема. Што су антропогени утицаји јачи тим је тај систем слабији, односно  већа је вероватноћа  јачања  веза  спољних  утицаја  околине (кружење енергије или ланац исхране у градовима) што презентује отвореност  екосистема.
Екосистем  је  систем  живих  бића, техничких система и неживих компонената који су међусобно или са околином повезани  преко  кружења  материје  и  енергије.

## Животна средина
Предеона екологија се бави свим сегментима који се односе на пределе као животну средину и односе који владају међу њима као и међу живим светом који их настањује. Укључује се у науку о животној средини са циљем њеног развоја и коришћења, како на локалном тако и на регионалном нивоу. Она синтетизује резултате истраживања свих грана екологије у циљу планирања и њихове примене за одрживи развој животне средине. Стручњаци који се баве овом граном екологије се прво фокусирају на структуру одређеног предела, начин његовог функционисања, као и кретања различитих животињских врста у оквиру тог предела. Затим се баве променама у пределу, принципима токова енергије, као и стабилношћу одређеног предела. Све то чини основ за сазнавање из области екологије предела. 
Фрагментација предеоне екологије дефинише се као процес којим се природни предели распарчавају у мање предеоне елементе природних екосистема. Упоредо са развојем процеса фрагментације наступа низ сукцесивних промена у абиотичким и биотичким условима заступљеним унутар екосистема. Најдоминантније промене припадају микроклиматским условима (промене у степену осветљености, температурном режиму, режиму влажности ваздуха, изложености ветру и сл.), али се одражавају и на све остале сегменте физичких услова на станишту. Након њиховог испољавања, неизоставно се појављују одговори биотичке средине који се у различитим магнитудама преносе на све учеснике трофичког ланца.